# ورزشگاه دل آلپی
ورزشگاه دله آلپی (به ایتالیایی: Stadio delle Alpi) ورزشگاهی در شهر تورین ایتالیا بود که ورزشگاه خانگی تیم‌های یوونتوس و تورینو نیز بوده‌است.

## مشخصات
نام:دله آلپی
معمار:استادیو هاتر
گنجایش:۶۷٬۲۲۹
ابعاد زمین:۱۰۵ در ۶۸
جنس زمین: چمن
سال افتتاح: ۱۹۹۰

## تاریخ دل آلپی و تماشاگران
ورزشگاه دله آلپی در جریان جام جهانی ۹۰ ایتالیا ساخته شد. تا قبل از آن یوونتوس باشگاه اول شهر تورین در ورزشگاه کاموناله بازی‌های خانگی خود را برگزار می‌کرد. ورزشگاه دل آلپی متعلق به شهر تورین بود که هر دو تیم یوونتوس و تورینو از آن استفاده می‌کردند. اما در سال ۲۰۰۳ یووه با پرداخت ۲۵ میلیون یورو به تورینو ورزشگاه را خریداری کرد. البرتو جیرائودو یکی از مدیران وقت یوونتوس طرح خرید و بازسازی این ورزشگاه را مطرح کرد و بعد از آماده شدن طرح پروژه در سال ۲۰۰۴ سال ۲۰۰۶ پروژه بازسازی یووه شروع شد و یوونتوس به ورزشگاه۳۰هزار نفری المپیک تورینو (این ورزشگاه متعلق به تیم تورینو است وتیفوسی‌ها تورینو این ورزشگاه را به اسم کومانوله می‌شناسند) نقل مکان کند.
دل آلپی چند ایراد مهم داشت. تماشگرها از جایگاه‌های نامناسب و سکوهای بد این ورزشگاه گله داشتند. سکوهای پایین این ورزشگاه به علت پیست دو و میدانی بزرگ از زمین فاصلهٔ زیادی داشت (حدوداً ۴۰ متر) و تماشاگران دید درستی نداشتند. اکثر تماشاگرانی که در سکوهای پایین بودند از این مسئله گله داشتند که به همه جای زمین دید ندارند و قسمت‌هایی از بازی رو به درستی نمی‌بینند؛ و با توجه به شهرتی که ایتالیایی‌ها به عنوان «دیوانه» ی فوتبال دارند در فصل‌های گذشته آمار عجیبی از تماشاگران دل آلپی به عنوان خانه یکی از بزرگ‌ترین تیم‌های ایتالیی دیده شد. مثل بازی حساس یوونتوس و سامپدوریا در جام حدفی ایتالیا (کوپا ایتالیا) که فقط ۲۳۷ نفر برای این بازی در ورزشگاه حضور پیدا کردند؛ و این آمار برای تیم مثل یوونتوس بسیار عجیب است.
در سال‌های گذشته روزنامه‌ها و رسانه‌های ایتالیا به یوونتوس کنایه‌های زیادی می‌زدند؛ و عنوان می‌کردند یوونتوس تیم پرطرفداری که در خانه غریب است!

## بازسازی
سال ۲۰۰۴ با طرحی که جیرائودو مطرح کرد قرار شد ورزشگاه دل آلپی که سال قبل خریده شده بود بازسازی شود. این طرح سال ۲۰۰۶ آغاز شد؛ و نکته جالب این بود که یووه تنها تیم بزرگ اروپایی است که در هنگام بازسازی ظرفیت ورزشگاه خود را کم کرد. در آغاز قرار بود این ورزشگاه بعد از بازسازی ۴۲ هزار نفری بشود؛ ولی پس از سقوط یووه برنامه‌ها عوض شد و گنجایش ۵۰ هزار نفری برای دل آلپی در نظر گرفته شد.
قرار شد سکوها به زمین نزدیک تر شوند و حالت کروی سکوهای به مستطیل (۴ ضلع) تغییر پیدا کند. همچنین قرار شده سکوها تا ۵ متری زمین بازی جلو بیایند.
این تغییر حالت حدوداً ۳۵ هزار نفر از گنجایش ورزشگاه کم خواهد کرد که مدیران یووه سعی می‌کنند با امکانات رفاهی بیشتر هواداران را مدت بیشتری در مجموعهٔ دل آلپی نگه دارند. تا ازین طریق سود بیشتری کسب کنند. در حال حاضر یووه پر طرفدارترین تیم ایتالیاست اما سود خیلی کمی از ورزشگاه نصیب این باشگاه می‌شود؛ که حدوداً ۱۵ میلیون یورو در سال است.
با توجه به اینکه این ورزشگاه از این پس در اختیار یوونتوس است، یووه قصد دارد، موزه و فروشگاه بزرگ یوونتوسی در این ورزشگاه احداث کند.
همچنین تسهیلات رفاهی و امکانات کنفرانس هم به این ورزشگاه اضافه خواهد شد. فروشگاه‌های مختلفی هم در منظقه ورزشگاه احداث می‌شوند.
دیگر امکانات عبارت‌اند از: هتل-سینما-سالن بولینگ-رستوران و ادارات مدیریتی یوونتوس.
بتازگی تغیری در طراحی به وجود آمده که اول قرار شد پیست دو و میدانی برداشته شود؛ و دید تماشاگران بهبود بخشیده شود. در طراحی ورزشگاه هم تغییراتی به وجود آمده‌است.
نهایتاً پیش‌بینی شده در اوت ۲۰۰۸ این پروژه تمام شود. هزینه پروژه ۱۵۰ میلیون یورو است.

## ساخت ورزشگاه جدید
ورزشگاه دل آلپی در سال ۲۰۰۶ تخریب شد و عملیات ساخت استادیوم جدید در مکان دل آلپی عملی شد. ورزشگاه تازه تأسیس یوونتوس ورزشگاه یوونتوس در سال ۲۰۰۹ ساخت آن آغاز شد و در سپتامبر سال ۲۰۱۱ افتتاح شد. این ورزشگاه یکی از مجهزترین ورزشگاه‌ها در فوتبال اروپا محسوب می‌شود تمامی استانداردهای روز دنیا را در اختیار دارد و بخش‌های ویژه‌ای دارد. هزینه ساخت این ورزشگاه ۱۲۰ میلیون یورو بوده که یوونتوس را به تنها تیم ایتالیایی صاحب استادیوم اختصاصی تبدیل کرده؛ و بدین ترتیب پایان کار استادیوم مه آلود دل آلپی رقم خورد.